# Tlaaluis
Tlaaluis, jedan od pet izvornih ogranaka Lekwiltok Indijanaca s obale Britanske Kolumbije, između Bute i Loughborough Inleta, Kanada. Tlaaluisi su stradali u velikom ratu između Kwakiutla i salishana.  Istrebljenju Tllaluisa konačni pečat su stavili Bella Bella Indijanci koji su oko 1850. napali njihovo selo, i pobili gotovo sve stanovnike. 
Nešto preživjelih priključilo se Kuehama (Kwiakah) Indijancima kao poseban rod odselivši s njima u selo Tekya.
Otali nazivi za njih su: La'luis (Boas), Ā-wā-oo (Dawson).